# John Duncan Sr.
John James Duncan Sr. (ur. 14 marca 1919, zm. 21 czerwca 1988) – amerykański polityk, członek Partii Republikańskiej. Od 1965 aż do śmierci w 1988 roku był przedstawicielem drugiego okręgu wyborczego w stanie Tennessee do Izby Reprezentantów Stanów Zjednoczonych. Po śmierci na tym stanowisku zastąpił go jego syn, John James Duncan Jr.